# 西蒙尼·安扎尼

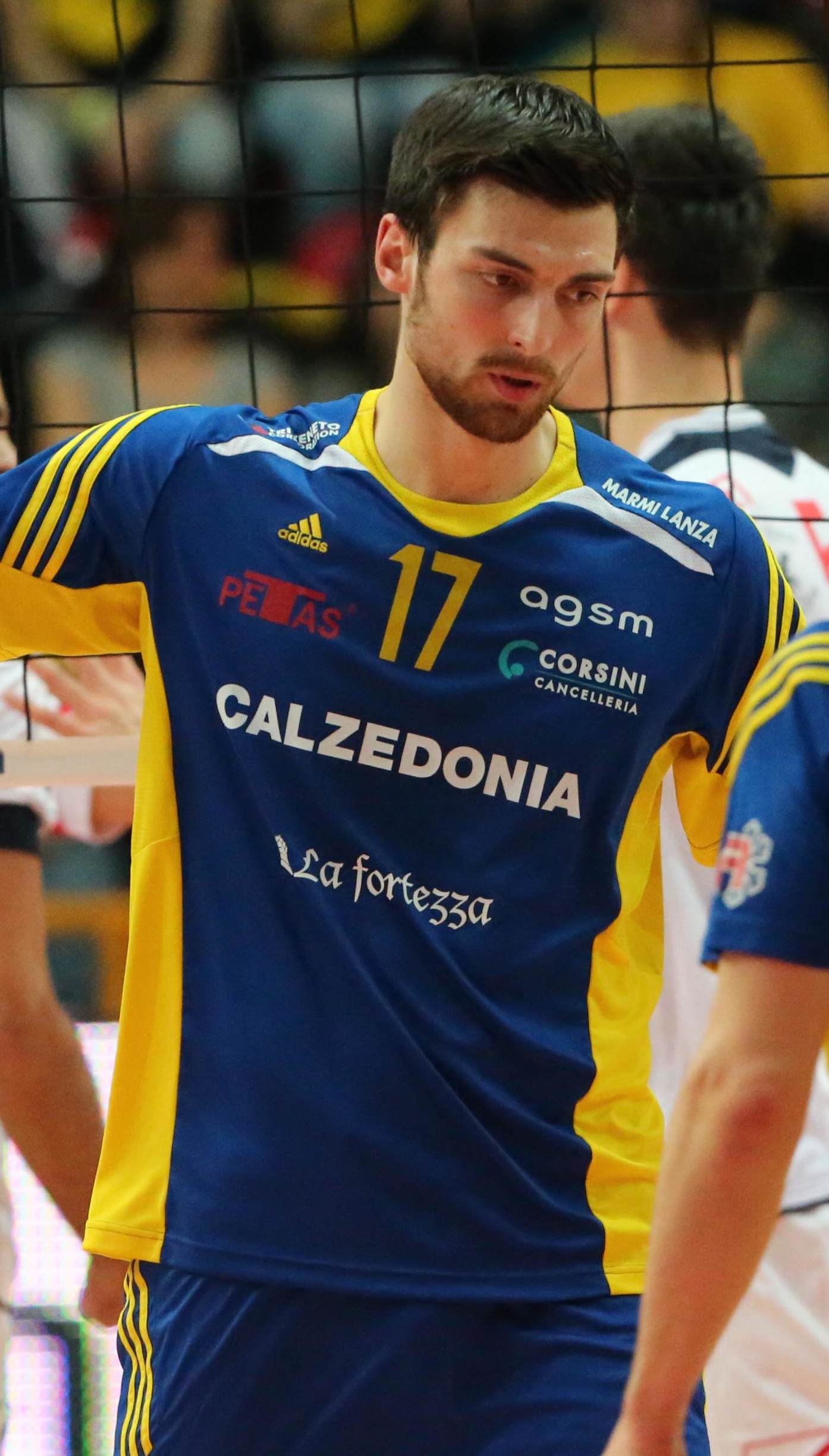
西蒙尼·安扎尼

西蒙尼·安扎尼（義大利語：Simone Anzani；1992年2月24日—）是一位意大利排球運動員。他是意大利國家男子排球隊的一員，代表意大利參加了2014年世界排球聯賽。
2021年9月19日，他代表意大利夺得2021年欧洲男子排球锦标赛冠军。
2022年9月11日，他代表意大利夺得2022年世界男子排球锦标赛冠军。